# NK Limbuš-Pekre
Nogometni klub Limbuš-Pekre (tiếng Việt: Câu lạc bộ bóng đá Limbuš-Pekre) là một câu lạc bộ bóng đá Slovenia thi đấu ở thị trấn Limbuš. Đội bóng thi đấu ở 1. MNZ League, giải bóng đá cao thứ tư ở Slovenia. Câu lạc bộ được thành lập năm 1973. Câu lạc bộ còn có tên gọi Marles hiše vì lý do tài trợ.

## Danh hiệu
- Giải bóng đá hạng năm quốc gia Slovenia: 1

2009-10
- Giải bóng đá hạng sáu quốc gia Slovenia: 1

2005-06